# Lophura ignita
El faisán noble (Lophura ignita) es una especie de ave galliforme de la familia Phasianidae que puebla las selvas de Tailandia, la península malaya, Sumatra y Borneo.

## Subespecies
Se reconocen cuatro subespecies de Lophura ignita:
- Lophura ignita ignita - Kalimantan (Borneo) e isla de Banka

- Lophura ignita nobilis - N Borneo (Sarawak y Sabah)

- Lophura ignita rufa - península malaya y Sumatra (alopátrica con L. i. macartneyi)

- Lophura ignita macartneyi - SE Sumatra